# Arrunt (oncle de Tarquini)
Arrunt (en llatí Aruns) va ser el fill més jove de Demarat de Corint. Va emigrar amb el seu pare a Tarquinii, una ciutat d'Etrúria, al segle vii aC.
Arrunt va morir poc abans que el seu pare i havia deixat embarassada la seva dona. Quan Demarat va morir, no sabia l'embaràs de la seva nora i no va preveure cap herència per al seu net, que va néixer en la pobresa, tot i que Demarat havia estat ric. El nen va ser anomenat Egeri, que significa 'el necessitat'.
El fill gran de Demarat, de nom Lucumó o Luci, que també havia emigrat a Roma, va pujar al tron amb el nom de Luci Tarquini Prisc, i quan va haver conquerit la ciutat de Col·làtia, en va nomenar Egeri governador. Egeri va ser el pare de Luci Tarquini Col·latí, un dels dos primers cònsols de la República Romana.